# Leopold Nowak
Leopold Nowak (ur. 17 sierpnia 1904 w Wiedniu, zm. 27 maja 1991 tamże) – austriacki muzykolog.

## Życiorys
Uczył się w Konserwatorium Wiedeńskim u Louisa Dité (fortepian i organy) i Franza Schmidta (kontrapunkt), studiował też na Uniwersytecie Wiedeńskim u Guido Adlera i Roberta Lacha. W 1927 roku obronił doktorat na podstawie dysertacji Das deutsche Gesellschaftslied bei Heinrich Finck, Paul Hofhaymer und Heinrich Isaac (opublikowana pt. Das deutsche Gesellschaftslied in Österreich von 1480 bis 1550 w: „Studien zur Musikwissenschaft”, XVII, 1930). W 1932 roku habilitował się na podstawie pracy Grundzüge einer Geschichte des Basso ostinato (wyd. Wiedeń 1932). Od 1932 do 1973 roku był wykładowcą Instytutu Muzykologii Uniwersytetu Wiedeńskiego. W latach 1946–1969 pełnił funkcję dyrektora oddziału zbiorów muzycznych Austriackiej Biblioteki Narodowej. Zorganizował w Wiedniu szereg wystaw muzycznych poświęconych m.in. Antonowi Brucknerowi (1946), J.S. Bachowi (1950), muzyce kościelnej (1954), W.A. Mozartowi (1956) i Josephowi Haydnowi (1959). Był członkiem licznych komitetów i stowarzyszeń naukowych, m.in. Gesellschaft zur Herausgabe von Denkmälern der Tonkunst in Österreich (od 1930), komitetu badań muzycznych przy Österreichische Akademie der Musikwissenschaften (od 1946) i sekcji muzykologicznej Wiener Katholischen Akademie (od 1945).
W swojej pracy badawczej zajmował się muzyką XVIII i XIX wieku, a także austriacką muzyką ludową i muzyką religijną. Głównym obszarem jego zainteresowań była dokumentacja życia i twórczości Antona Brucknera. W latach 1946–1990 prowadził prace nad zbiorczym wydaniem jego wszystkich dzieł, badał proces twórczy kompozytora i ustalał kolejność powstawania kolejnych wersji jego symfonii. Opracował także edycję źródłową Requiem W.A. Mozarta, w której dokonał jasnego rozróżnienia stanu dzieła pozostawionego przez kompozytora od jego wersji opracowanych przez inne osoby.

## Ważniejsze prace
(na podstawie materiałów źródłowych)
- Franz Liszt (Innsbruck 1936)
- Te Deum laudamus: Gedanken zur Musik Anton Bruckners (Wiedeń 1947)
- Joseph Haydn (Wiedeń 1951, 3. wyd. 1965)
- Gegen den Strom: Leben und Werk von Emil Nikolaus von Rezniček (Wiedeń 1960; wspólnie z Felicitas von Rezniček)
- Anton Bruckner: Musik und Leben (Wiedeń 1964)
- Reden und Ansprachen (Wiedeń 1964)
- Anton Bruckner: Musik und Leben (Linz 1973)
- Das Geburtshaus Anton Bruckners: Führer (Linz 1975)